# TV Azteca
«TV Azteca» (произношение — «ТВ Астека» — от испанского «ацтекское телевидение») — вторая по величине после телевизионной компании «Televisa» испаноязычная телекоммуникационная компания Мексики — крупнейшей испаноязычной страны мира. Основана в 1993 году.

## Коммерческий и профессиональный успех
В конце 1990–ых годов «TV Azteca» приобрела контрольные пакеты акций некоторых телекомпаний Сальвадора, Гватемалы и Чили. В январе 2009 года «TV Azteca» объявила о приобретении контрольного пакета акций телеканала Vica Televisión (Гондурас).

## Телеканалы
Бесплатные
- Azteca 7
- Azteca 13
- Azteca América
- Proyecto 40

Платные
- Corazón
- Cinema
- Mundo
- Clic